# Sex shop

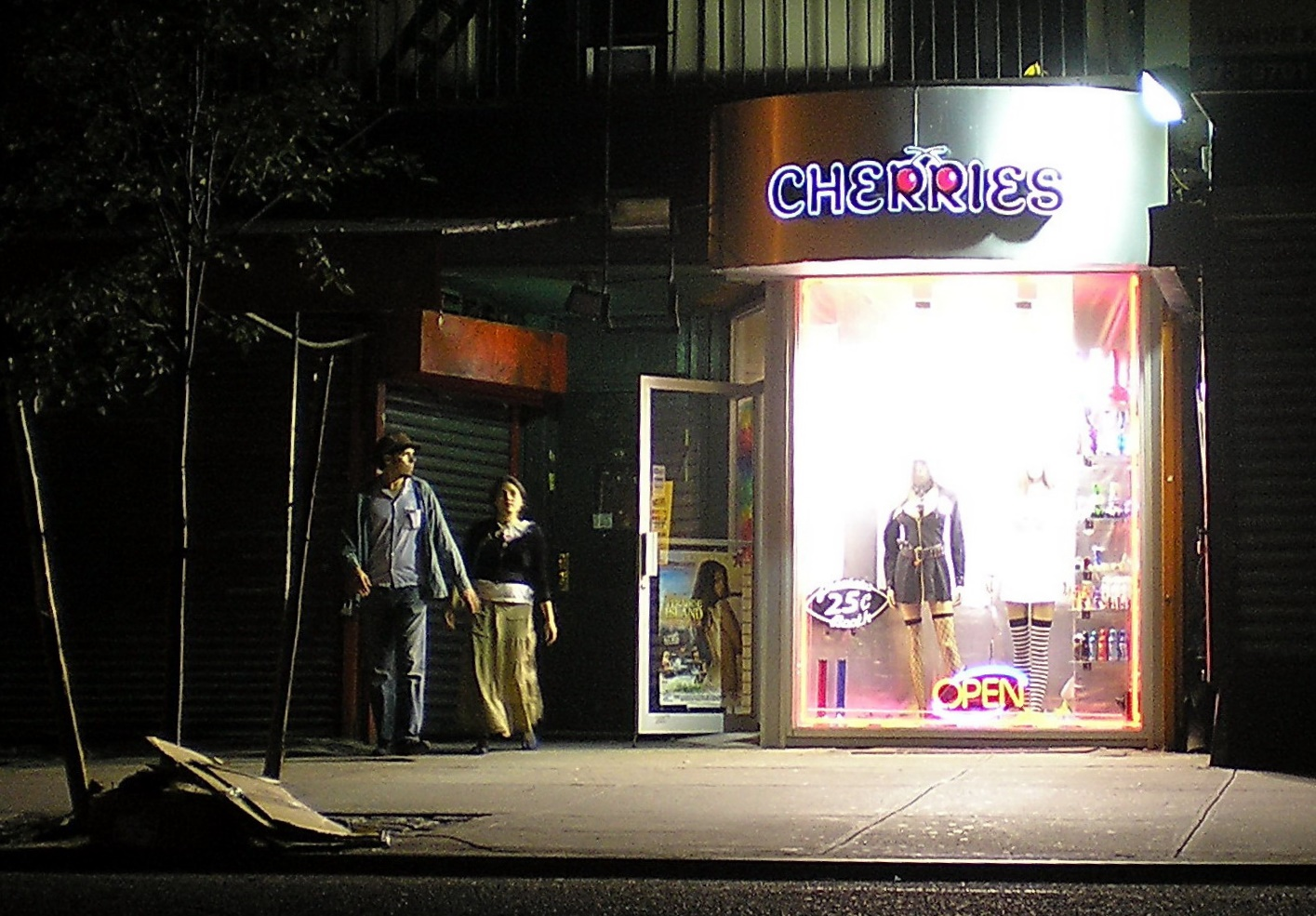
Sex shop v New York City

Sex shop nebo také erotický obchod je označení obchodu s erotickými pomůckami, pornografií, erotickým prádlem, erotickou literaturou, antikoncepčními pomůckami, jako jsou prezervativy, atp. Eufemisticky jsou označovány jako „obchody pro dospělé.“ Ve většině států je provoz sex shopů upraven zákonem, který zakazuje přístup nezletilým osobám. Některé státy regulují zboží, které sex shopy prodávají. Jedná se především o muslimské země a některé federální státy USA. První sex shop na světě otevřela v roce 1962 společnost Beate Uhse ve městě Flensburg v Německu.
Pro ochranu osobních údajů byl zřízen tzv. on-line sex shop, aby byla zaručena anonymita zákazníků. Tyto portály většinou vlastní "kamenné" sex shopy.